# Kultura długich kurhanów

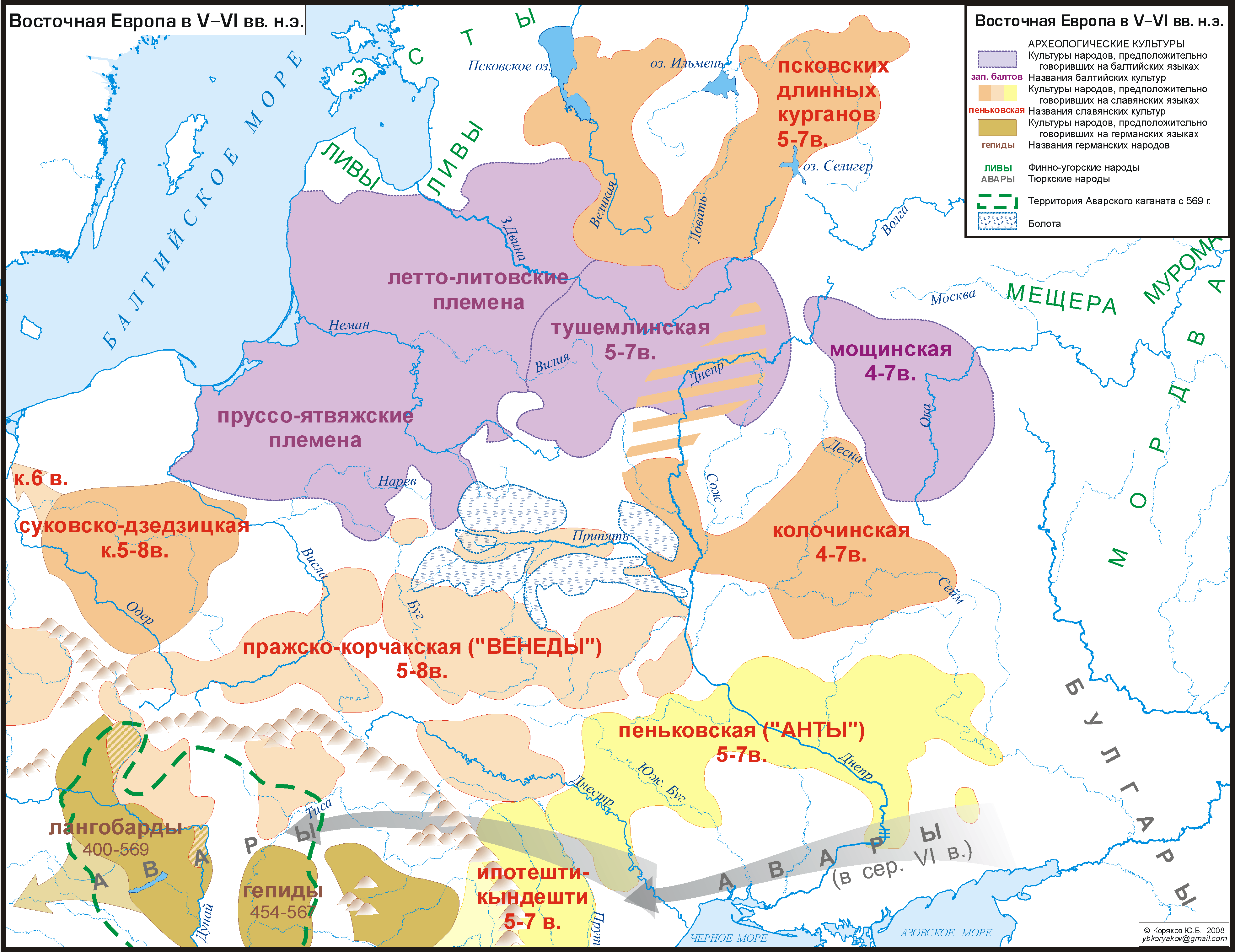
Europa Wschodnia w V-VI wieku, kultura długich kurhanów zaznaczona kolorem pomarańczowym i opisana "псковских длинных курганов"

Kultura długich kurhanów – kultura archeologiczna z terenu północnej Rusi.
Początkowo rozwijała się w VI-VII w. na terenach pn. Rusi, gł. w rejonie jeziora Pejpus, w VIII-IX w. objęła obszar nad górną Dźwiną i Dnieprem.
Zmarłych chowano w popielnicach pod kurhanami w kształcie wydłużonych nasypów, od których pochodzi nazwa tej kultury.
Dyskutowana jest kwestia przynależności etnicznej tworzącej tę kulturę ludności, przypisywana jest przodkom plemienia Krywiczów. 